# 948-й штурмовой авиационный полк
948-й штурмовой авиационный Оршанский ордена Богдана Хмельницкого полк — авиационная воинская часть ВВС РККА штурмовой авиации в Великой Отечественной войне.

## Наименование полка
В различные годы своего существования полк имел наименования:
- 948-й штурмовой авиационный полк[1];
- 948-й штурмовой авиационный Оршанский полк[1];
- 948-й штурмовой авиационный Оршанский ордена Богдана Хмельницкого полк[1].

## История полка
Полк сформирован в августе 1942 года в составе 1-й запасной авиабригады ВВС Приволжского военного округа. До марта 1943 года полк находился на укомплектовании.
С марта 1943 года полк вошел в составе вновь сформированной 308-й штурмовой авиадивизии Резерва Ставки ВГК. Вместе с дивизией полк вошел в состав формирующегося 3-го штурмового авиакорпуса. С 28 мая полк вместе с дивизией в составе корпуса вошли в подчинение 15-й воздушной армии Брянского фронта и в июле приступили к боевым действиям в Орловской и Брянской наступательных операциях, поддерживая войска фронта в наступлении из района Мценска на Орел, Брянск и Гомель.
В ноябре 1943 года вместе с дивизией переброшен в район Великие Луки на 1-й Прибалтийский фронт, где базировался до весны 1944 года. Полк поддерживал войска фронта в Городокской операции, в частных операциях на витебском и полоцком направлениях. Летом 1944 года полк вместе с дивизией в составе 1-й воздушной армии 3-го Белорусского фронта принимал участие в Белорусской, Витебско-Оршанской, Минской, Вильнюсской и Каунасской операциях, затем в боях под Шяуляем. Полк отличился в боях при освобождении городов Витебск, Дубровно и Лида. В ходе операций полк поддерживал соединения и части 2-го гвардейского Тацинского танкового корпуса в боях за Минск. За отличие в боях при овладении городом и оперативно важным железнодорожным узлом Орша — мощным бастионом обороны немцев, прикрывающим минское направление приказом НКО от 6 июля 1944 года в соответствии с Приказом ВГК № 121 от 27 июня 1944 года присвоено почётное наименование «Оршанский».
В последующем полк вместе с дивизией вел боевые действия по освобождению Прибалтики, действовал под Вильно, участвовал в разгроме танковых и механизированных колонн противника под Шяуляем, в прорыве оборонительного рубежа в Восточной Пруссии. В сентябре 1944 года полк в составе дивизии был перебазирована из-под Каунаса на 1-й Прибалтийский фронт и участвовал в освобождении Риги. За отличие в боях за Ригу дивизия была награждена орденом Красного Знамени.
Осенью 1944 года полк переброшен на 1-й Украинский фронт в район Броды, где вел подготовку к боям с сандомирского плацдарма. Зимой 1944 года и в течение 1945 года полк с дивизией в составе 3-го штурмового авиакорпуса поддерживали войска фронта в Сандомирско-Силезской, Нижне-Силезской, Верхне-Силезской, Берлинской и Пражской операциях, в боях за освобождение городов Краков, Катовице, Мысловице, Обер-Глогау, Ратибр, Оппельна, Лигниц, Бауцен и далее в наступлении на Дрезден и Прагу.

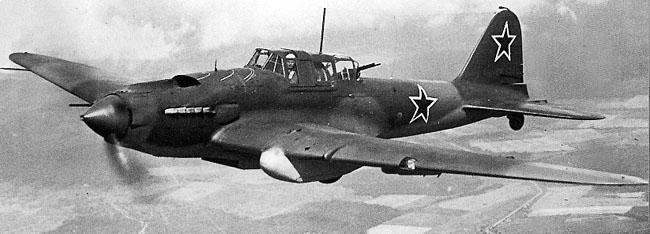
Штурмовик Ил-2 стоял на вооружении полка с 1943 года.

Закончил войну полк на аэродроме Простеёв (Чехословакия).
В составе действующей армии полк находился с 23 мая 1943 года по 18 марта 1944 года, с 3 июня по 30 сентября 1944 года и с 14 ноября 1944 года по 11 мая 1945 года (как 154-й гвардейский штурмовой авиационный полк).
После войны полк с дивизией в составе 3-го штурмового авиакорпуса входили в состав 2-й воздушной армии 1-го Украинского фронта (с 10 июня Центральной группы войск) и базировались на аэродроме Простеёв (Чехословакия). В августе 1945 года вся дивизия перебазирована на аэродром Винер-Нойштадт в Австрии. В связи с массовым послевоенным сокращением 08-я штурмовая авиационная Краковская Краснознамённая ордена Суворова дивизия вместе с полком в январе 1946 года были расформирована в составе 3-го штурмового авиационного корпуса 2-й воздушной армии Центральной группы войск.

## В составе соединений и объединений
| Дата          | Фронт (округ)             | Армия/Корпус                                          | Дивизия                                    | Примечания |
| ------------- | ------------------------- | ----------------------------------------------------- | ------------------------------------------ | ---------- |
| 01.08.1942 г. | Приволжский военный округ | ВВС Приволжского военного округа                      | 1-я запасная штурмовая авиационная бригада |            |
| 01.03.1943 г. | Резерв ВГК                | 3-й штурмовой авиационный корпус                      | 308-я штурмовая авиационная дивизия        |            |
| 23.05.1943 г. | Брянский фронт            | 15-я воздушная армия 3-й штурмовой авиационный корпус | 308-я штурмовая авиационная дивизия        |            |
| 10.10.1943 г. | Прибалтийский фронт       | 15-я воздушная армия 3-й штурмовой авиационный корпус | 308-я штурмовая авиационная дивизия        |            |
| 20.10.1943 г. | 2-й Прибалтийский фронт   | 15-я воздушная армия 3-й штурмовой авиационный корпус | 308-я штурмовая авиационная дивизия        |            |
| 01.11.1943 г. | 1-й Прибалтийский фронт   | 15-я воздушная армия 3-й штурмовой авиационный корпус | 308-я штурмовая авиационная дивизия        |            |
| 18.03.1944 г. | Резерв ВГК                | 3-й штурмовой авиационный корпус                      | 308-я штурмовая авиационная дивизия        |            |
| 29.05.1944 г. | 2-й Белорусский фронт     | 1-я воздушная армия 3-й штурмовой авиационный корпус  | 308-я штурмовая авиационная дивизия        |            |
| 07.09.1944 г. | Резерв ВГК                | 6-я воздушная армия 3-й штурмовой авиационный корпус  | 308-я штурмовая авиационная дивизия        |            |
| 31.10.1944 г. | Резерв ВГК                | 3-й штурмовой авиационный корпус                      | 308-я штурмовая авиационная дивизия        |            |
| 14.11.1944 г. | 1-й Украинский фронт      | 2-я воздушная армия 3-й штурмовой авиационный корпус  | 308-я штурмовая авиационная дивизия        |            |
| 09.05.1945 г. | 1-й Украинский фронт      | 2-я воздушная армия 3-й штурмовой авиационный корпус  | 308-я штурмовая авиационная дивизия        |            |
| 10.06.1945 г. | Центральная группа войск  | 2-я воздушная армия 3-й штурмовой авиационный корпус  | 308-я штурмовая авиационная дивизия        |            |
| 01.01.1946 г. | Центральная группа войск  | 2-я воздушная армия 3-й штурмовой авиационный корпус  | 308-я штурмовая авиационная дивизия        |            |

## Командиры полка
- майор	Храбрых Александр Дмитриевич, 05.42 -
- подполковник Григорьев Серафим Иванович[8], 05.09.1943 — 1945

## Участие в операциях и битвах
- Курская битва:
  - Орловская стратегическая наступательная операция[4] — с 12 июля 1943 года по 18 августа 1943 года.
- Брянская операция[4] — с 17 августа 1943 года по 3 октября 1943 года.
- Городокская операция[4] — с 13 октября 1943 года по 31 октября 1943 года.
- Белорусская операция «Багратион»[4] — с 23 июня 1944 года по 29 августа 1944 года.
  - Витебско-Оршанская операция[4] — с 23 июня 1944 года по 28 июня 1944 года.
  - Минская операция[4] — с 29 июня 1944 года по 4 июля 1944 года.
  - Каунасская наступательная операция[4] — с 28 июля 1944 года по 28 августа 1944 года.
  - Вильнюсская наступательная операция[4] — с 5 июля 1944 года по 20 июля 1944 года.
  - Шяуляйская операция[4] — с 5 июля 1944 года по 31 июля 1944 года.
- Висло-Одерская стратегическая наступательная операция
  - Сандомирско-Силезская операция[4] — с 12 января 1945 года по 3 февраля 1945 года.
- Нижне-Силезская наступательная операция[4] — с 8 февраля 1945 года по 24 февраля 1945 года.
- Верхне-Силезская наступательная операция[4] — с 15 марта 1945 года по 31 марта 1945 года.
- Берлинская наступательная операция[4] — с 16 апреля 1945 года по 8 мая 1945 года.
- Пражская операция[4] — с 6 мая 1945 года по 11 мая 1945 года.

## Почётные наименования
948-му штурмовому авиационному полку за отличие в боях при овладении городом и оперативно важным железнодорожным узлом Орша — мощным бастионом обороны немцев, прикрывающим минское направление приказом НКО от 6 июля 1944 года в соответствии с Приказом ВГК № 121 от 27 июня 1944 года присвоено почётное наименование «Оршанский».

## Награды
948-й штурмовой авиационный Оршанский полк за образцовое выполнение боевых заданий командования в боях при прорыве обороны немцев и разгроме войск противника юго-западнее Оппельн и проявленные при этом доблесть и мужество Указом Президиума Верховного Совета СССР от 26 апреля 1945 года награждён орденом Богдана Хмельницкого II степени.

## Благодарности Верховного Главнокомандующего
Воинам полка в составе 308-й штурмовой авиадивизии объявлены благодарности Верховного Главнокомандующего:
- За отличие в боях при овладении городом Вильнюс[10].
- За прорыв глубоко эшелонированной обороны противника юго-восточнее города Рига, овладении важными опорными пунктами обороны немцев — Бауска, Иецава, Вецмуйжа и на реке Западная Двина — Яунелгава и Текава, а также занятии более 2000 других населенных пунктов[11].
- За отличие в боях при овладении древней столицей и одним из важнейших культурно-политических центров союзной нам Польши городом Краков — мощным узлом обороны немцев, прикрывающим подступы к Домбровскому угольному району[12].
- За отличие в боях при овладении в Домбровском угольном районе городами Катовице, Семяновиц, Крулевска Гута (Кенигсхютте), Миколув (Николаи) и в Силезии городом Беутен[13].
- За разгром окруженной группировки противника юго-западнее Оппельна и овладении в Силезии городами Нойштадт, Козель, Штейнау, Зюльц, Краппитц, Обер-Глогау, Фалькенберг[14].
- За отличие в боях при овладении городом и крепостью Бреславль (Бреслау)[15].

## Отличившиеся воины
- Гопник, Хаскель Моисеевич, майор, штурман 948-го штурмового авиационного полка 308-й штурмовой авиационной дивизии 3-го штурмового авиационного корпуса 2-й воздушной армии Указом Президиума Верховного Совета СССР 27 июня 1945 года удостоен звания Герой Советского Союза. Золотая Звезда № 8035.
- Стрельченко, Владимир Игнатьевич, майор, штурман 948-го штурмового авиационного полка 308-й штурмовой авиационной дивизии 3-го штурмового авиационного корпуса 15-й воздушной армии Указом Президиума Верховного Совета СССР 4 февраля 1944 года удостоен звания Герой Советского Союза. Золотая Звезда № 2847.
- Святошенко, Леонид Степанович, капитан, командир эскадрильи 948-го штурмового авиационного полка 308-й штурмовой авиационной дивизии 3-го штурмового авиационного корпуса 2-й воздушной армии Указом Президиума Верховного Совета СССР 27 июня 1945 года удостоен звания Герой Советского Союза. Золотая Звезда № 7873.

## Базирование
| Период            | Место базирования       |
| ----------------- | ----------------------- |
| 05.1945 — 08.1945 | Простеёв, Чехословакия  |
| 08.1945 — 01.1946 | Винер-Нойштадт, Австрия |